# リブ・フォー・ライフ美奈子基金
リブ・フォー・ライフ美奈子基金（リブ・フォー・ライフみなこききん）は日本の特定非営利活動法人である。白血病などの難病に苦しむ患者を支援する活動を行っている。通称は「LIVE FOR LIFE」または「リブ・フォー・ライフ」。急性骨髄性白血病のため入院中だった歌手の本田美奈子.の発案により設立され、本田の死後は彼女の遺志を受け継いだ生前の関係者たちによって運営されている。
発起時の代表者は服部克久。同氏の逝去に伴い、後任に湯川れい子が就任した。

## 概要
2005年（平成17年）1月12日に急性骨髄性白血病と診断され入院した本田美奈子.は、同じ病気に苦しむ入院患者とのコミュニケーションや、ファンや仕事仲間からの応援メッセージにより励まされていた。そしてこの難病を克服して再びステージに立つことが同じように難病と闘う人へのエールとなると考え、同年10月19日に難病患者を支援するための活動として“LIVE FOR LIFE”を設立した。この名称は「生きるために生きる」、「生きることそれ自体に意味がある」という晩年の本田の思想に基づいている。
11月6日に本田が亡くなると、遺族や生前の友人、関係者により運営が引き継がれた。具体的には全国各地での本田の追悼イベントや公式サイトでオリジナルグッズの販売や募金の受け付けなどを行っている。2006年（平成18年）6月1日には骨髄移植推進財団と正式にパートナーシップを結び、骨髄バンクの普及啓発活動を支援することになった。2007年（平成19年）6月22日に東京都によって特定非営利活動法人として認証された。2010年（平成22年）2月1日には国税庁から認定特定非営利活動法人の認定を受けた（期間は2015年（平成27年）1月31日まで）。
毎年、11月3日に日本橋三井ホール（CORODO室町5階）においてLIVE FOR LIFE音楽彩を開催しており、本田美奈子.のレパートリーを反映して演歌からポップス、ミュージカル、クラシックに至る幅広いジャンルのアーティストが無報酬で一堂に会して、音楽を通じた啓発活動を実施している。会場ロビーでは、骨髄ドナー登録の呼びかけなどが行われる。

## 関連イベント
これまでに開催された“LIVE FOR LIFE”に関連した主なイベントには以下のものがある。
山形にて〜本田美奈子.追悼〜白血病撲滅チャリティーコンサート
山形交響楽団の有志により2006年1月22日に開催された白血病チャリティイベント。
ロイヤルチェンバーオーケストラ 本田美奈子.追悼 白血病撲滅チャリティ LIVE FOR LIFE
2006年3月6日に開催されたロイヤルチェンバーオーケストラによる本田美奈子.追悼チャリティーコンサート。
LIVE FOR LIFE in ASAKA 2006
2006年4月22日、23日に本田の出身地、埼玉県朝霞市の市民会館「ゆめぱれす」で開催された本田美奈子.追悼展（22日は朝霞市民のみ招待）。朝霞市や地元商工会などの共催により本田の写真や衣装の展示、フィルムコンサートが行われ、二日間で5000人の入場者を集めた。
LIVE FOR LIFE in SHIBUYA 2006
2006年8月4日から13日まで渋谷で開催された追悼展、及び12日、13日に原宿で開催されたフィルムコンサート。
本田美奈子.一周忌追悼会（宇都宮市）
2006年10月7日に宇都宮市で開催された本田美奈子.追悼音楽祭。
本田美奈子.追悼会
本田の命日（11月6日）に朝霞市のゆめぱれすで追悼コンサートが開催されている。
LIVE FOR LIFE IN NAGANO 2007
2007年8月2日から9日まで長野市で開催された写真展、及びフィルムコンサート。
本田美奈子.写真展&フィルムコンサート
2008年2月5日から11日まで春日井市で開催された写真展、及び最終日のフィルムコンサート。
命のフォーラム2008
2008年2月11日に岐阜市で開催された命の大切さを訴えるイベント『命のフォーラム2008』でのパネル展示、及びフィルムコンサート。
NAONのYAON
2008年4月29日、17年振りに復活開催された女性ミュージシャンのみによるロック・フェスティバル、NAONのYAONに参加し募金活動を行った。本田は1988年の第2回のこのイベントに MINAKO with WILD CATS として出演している。

## 発起人
発起人には以下のような人物が名を連ねている。
- 秋元康
- 井上鑑
- 山本寛斎
- 皇達也
- 石田弘
- 飯田久彦
- ピーボ・ブライソン
- 松崎しげる
- 岩崎宏美
- 杏里
- 酒井政利
- 高杉敬二

故人
- 岩谷時子
- 服部克久